# Fox (БПЛА)
Fox — разведывательный беспилотный летательный аппарат, выпускаемый в двух модификациях: AT1 и AT2. Разработан и построен французской компанией CAC Systemes. Силовая установка Limbach L275E — поршневой двигатель, мощностью 22 (AT1) или 25 л. с. (AT2).

## Характеристики
| Параметр                        | Fox AT1  | Fox AT2  |
| ------------------------------- | -------- | -------- |
| Длина                           | 2,75 м   | 2,75 м   |
| Высота                          |          |          |
| Размах крыла                    | 3,6 м    | 4,0 м    |
| Площадь крыльев                 |          |          |
| Масса пустого                   | 55 кг    | 65 кг    |
| Масса снаряжённого              | 75 кг    | 90 кг    |
| Масса максимальная взлётная     | 85 кг    | 125 кг   |
| Практический потолок            | 4000 м   | 4000 м   |
| Скороподъёмность                |          |          |
| Дальность полёта                | 300 км   | 530 км   |
| Крейсерская скорость            | 150 км/ч | 150 км/ч |
| Максимальная скорость           |          |          |
| Максимальная скорость у земли   |          |          |
| Максимальная скорость на высоте |          |          |

## Полезная нагрузка
В качестве полезной нагрузки аппарата могут быть:
- инфракрасная камера переднего обзора,
- фиксированная или гиростабилизированная ТВ-камера,
- датчики:
  - температурные,
  - радиоактивные,
  - биологические,
  - химические.